# El Valle de Arroyo Seco
El Valle de Arroyo Seco – jednostka osadnicza w Stanach Zjednoczonych, w stanie Nowy Meksyk, w hrabstwie Santa Fe.